# Żarki
Żarki là một thị trấn thuộc huyện Myszkowski, tỉnh Śląskie ở nam Ba Lan. Thị trấn có diện tích 25 km². Đến ngày 1 tháng 1 năm 2011, dân số của thị trấn là 4563 người và mật độ 179 người/km².